# Z ust do ust (album Janusza Radka)
Z ust do ust – siódma, w pełni autorska płyta Janusza Radka wydana przez Magic Records. Jej premiera miała miejsce 6 marca 2012. Autorem muzyki i tekstów do wszystkich piosenek jest Janusz Radek.

## Lista utworów
1. „Uda mi się”
2. „Pan Roman”
3. „Ukochana żegnam cię”
4. „Powietrzem”
5. „Ten Pan”
6. „Miłość ma miłość ma”
7. „Pan Kochaś”
8. „Dla twoich ust”
9. „Kocham Panią”
10. „Na list”
11. „Za nic więcej”

## Twórcy
- Janusz Radek – śpiew;
- Tomasz Filipczak – produkcja muzyczna, aranżacje i programming, fortepian;
- Mirosław Wiśniewski – bas/kontrabas;
- Adam Kram – perkusja;
- Kacper Stolarczyk – gitara;
- Fabian Włodarek – akordeon;
- Piotr Ziarkiewicz – trąbka;
- Mariusz Mielczarek – saksofony;
- Andrzej Rękas – puzon/tuba;
- Leszek Szczerba – klarnet,
- Kwartet Smyczkowy Fair Play: Paulina Mastyło – skrzypce, Anna Witkowska – skrzypce, Agnieszka Zagroba-Klahs – altówka, Jan Stokłosa – wiolonczela oraz Patrycja Kotlarska i Monika Malec – wokal[1].